# Bomolocha henloa
Bomolocha henloa är en fjärilsart som beskrevs av Smith 1905. Bomolocha henloa ingår i släktet Bomolocha och familjen nattflyn. Inga underarter finns listade i Catalogue of Life.